# Фосс, Торстен
Торстен Фосс (нем. Torsten Voss; род. 24 марта 1963, Гюстров, Мекленбург — Передняя Померания) — немецкий легкоатлет, специалист по многоборьям. Выступал за сборную ГДР по лёгкой атлетике в 1980-х годах, серебряный призёр летних Олимпийских игр в Сеуле, чемпион мира, победитель Кубка Европы в личном и командном зачётах. В 1990-х годах также представлял Германию в бобслее.

## Биография
Торстен Фосс родился 24 марта 1963 года в городе Гюстров, ГДР.
Впервые заявил о себе в десятиборье на международном уровне в сезоне 1981 года, когда вошёл в состав восточногерманской национальной сборной и побывал на юниорском европейском первенстве в Утрехте, откуда привёз награду серебряного достоинства.
В 1982 году отметился выступлением на взрослом чемпионате Европы в Афинах, но не преодолел здесь все дисциплины и оказался далёк от попадания в число призёров.
На впервые проводившемся в 1983 году чемпионате мира по лёгкой атлетике в Хельсинки набрал 8201 очко и занял итоговое седьмое место.
Рассматривался в качестве кандидата на участие в летних Олимпийских играх 1984 года в Лос-Анджелесе, однако ГДР вместе с несколькими другими странами восточного блока в конечном счёте бойкотировала эти соревнования по политическим причинам. Вместо этого Фосс выступил на альтернативном турнире «Дружба-84» в Москве, где стал серебряным призёром в десятиборье, уступив только советскому легкоатлету Григорию Дегтярёву.
В 1985 году на Кубке Европы по легкоатлетическим многоборьям в Крефельде одержал победу в личном зачёте и вместе со своими соотечественниками получил серебряную награду командного зачёта.
В 1986 году на чемпионате Европы в Штутгарте был четвёртым.
На Кубке Европы 1987 года в Базеле выиграл личный и командный зачёты. На последовавшем чемпионате мира в Риме с результатом в 8680 очков так же превзошёл всех своих соперников и завоевал золотую медаль.
Благодаря череде удачных выступлений удостоился права защищать честь страны на Олимпийских играх 1988 года в Сеуле — в программе десятиборья набрал 8399 очков и получил серебряную олимпийскую медаль, уступив своему соотечественнику Кристиану Шенку.
За выдающиеся достижения в десятиборье дважды награждался орденом «За заслуги перед Отечеством» в серебре (1986, 1988).
После завершения карьеры в лёгкой атлетике решил попробовать себя в бобслее, исполнял роль разгоняющего в экипажах пилотов Харальда Чудая и Вольфганга Хоппе, трижды попадал в число призёров на чемпионатах мира, дважды становился чемпионом Европы, участвовал в зимних Олимпийских играх в Нагано, где занял в четвёрках восьмое место.
Впоследствии работал тренером в легкоатлетическом клубе «Байер», подготовил нескольких талантливых десятиборцев, в том числе его воспитанником является Михаэль Шрадер.